# Gonomyia sparsipuncta
Gonomyia sparsipuncta är en tvåvingeart som beskrevs av Alexander 1948. Gonomyia sparsipuncta ingår i släktet Gonomyia och familjen småharkrankar. Inga underarter finns listade i Catalogue of Life.